# Marcillac-la-Croisille
Marcillac-la-Croisille ist eine französische Gemeinde mit 853 Einwohnern (Stand 1. Januar 2022) im Département Corrèze in der Region Nouvelle-Aquitaine. Die Einwohner nennen sich Marcillacois(es).

## Geografie
Die Gemeinde liegt im Zentralmassiv. Tulle, die Präfektur des Départements liegt etwa 25 Kilometer westlich und Égletons 16 Kilometer nördlich von Marcillac.
Nachbargemeinden von Marcillac-la-Croisille sind Champagnac-la-Noaille im Norden, Lafage-sur-Sombre im Nordosten, Saint-Merd-de-Lapleau im Osten, Bassignac-le-Haut im Südosten, Gros-Chastang im Südwesten sowie Saint-Pardoux-la-Croisille im Westen.

## Einwohnerentwicklung
| Jahr      | 1962 | 1968 | 1975 | 1982 | 1990 | 1999 | 2007 | 2019 |
| Einwohner | 825  | 907  | 801  | 777  | 787  | 779  | 829  | 784  |

## Sehenswürdigkeiten
- Kirche von Marcillac-la-Croisille
- Viadukt von Lantourne
- Barrage de la Valette, ein Stausee der Doustre, genutzt als Wasserkraftwerk durch die Électricité de France.

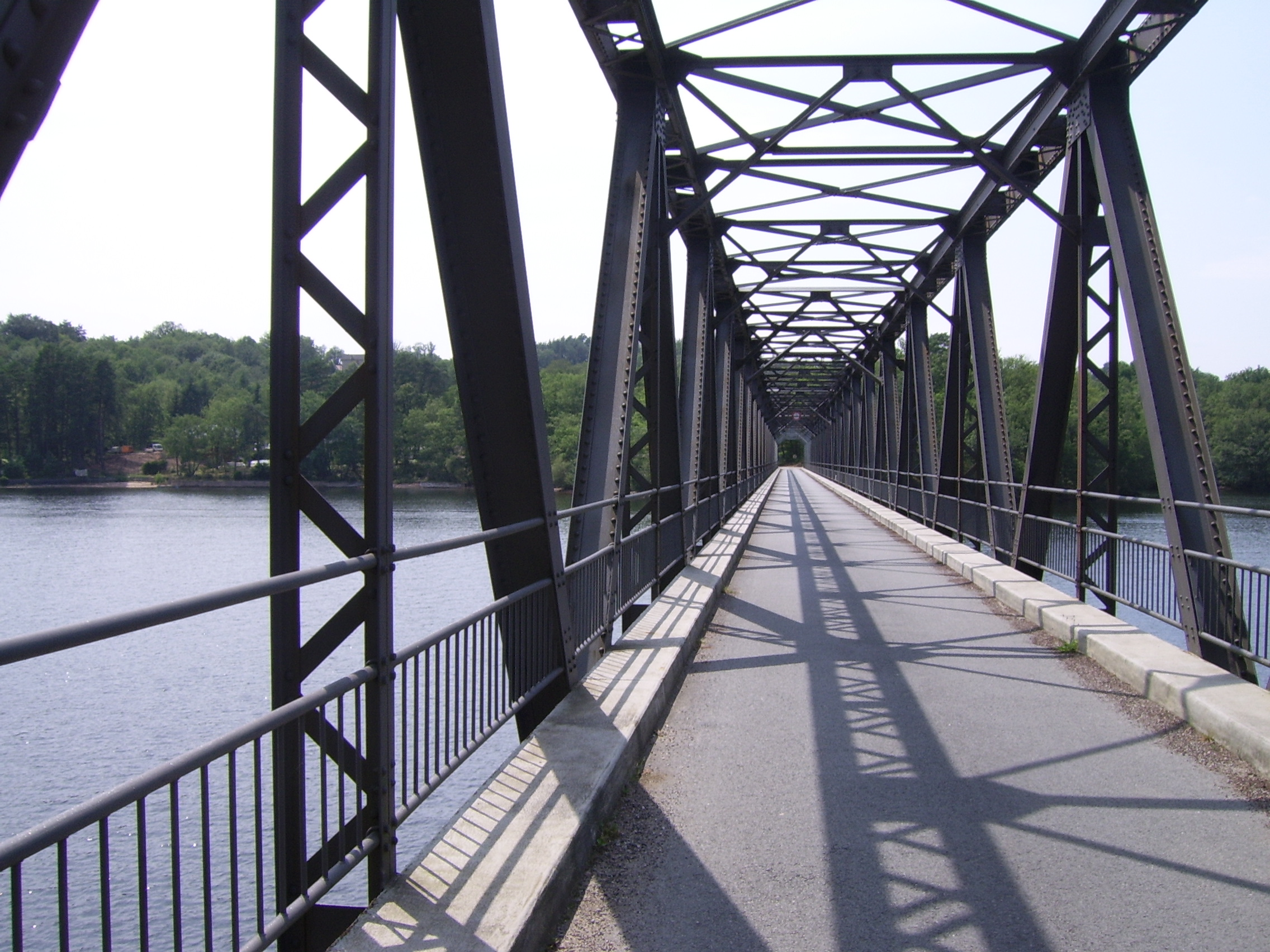
Viadukt de Lantourne
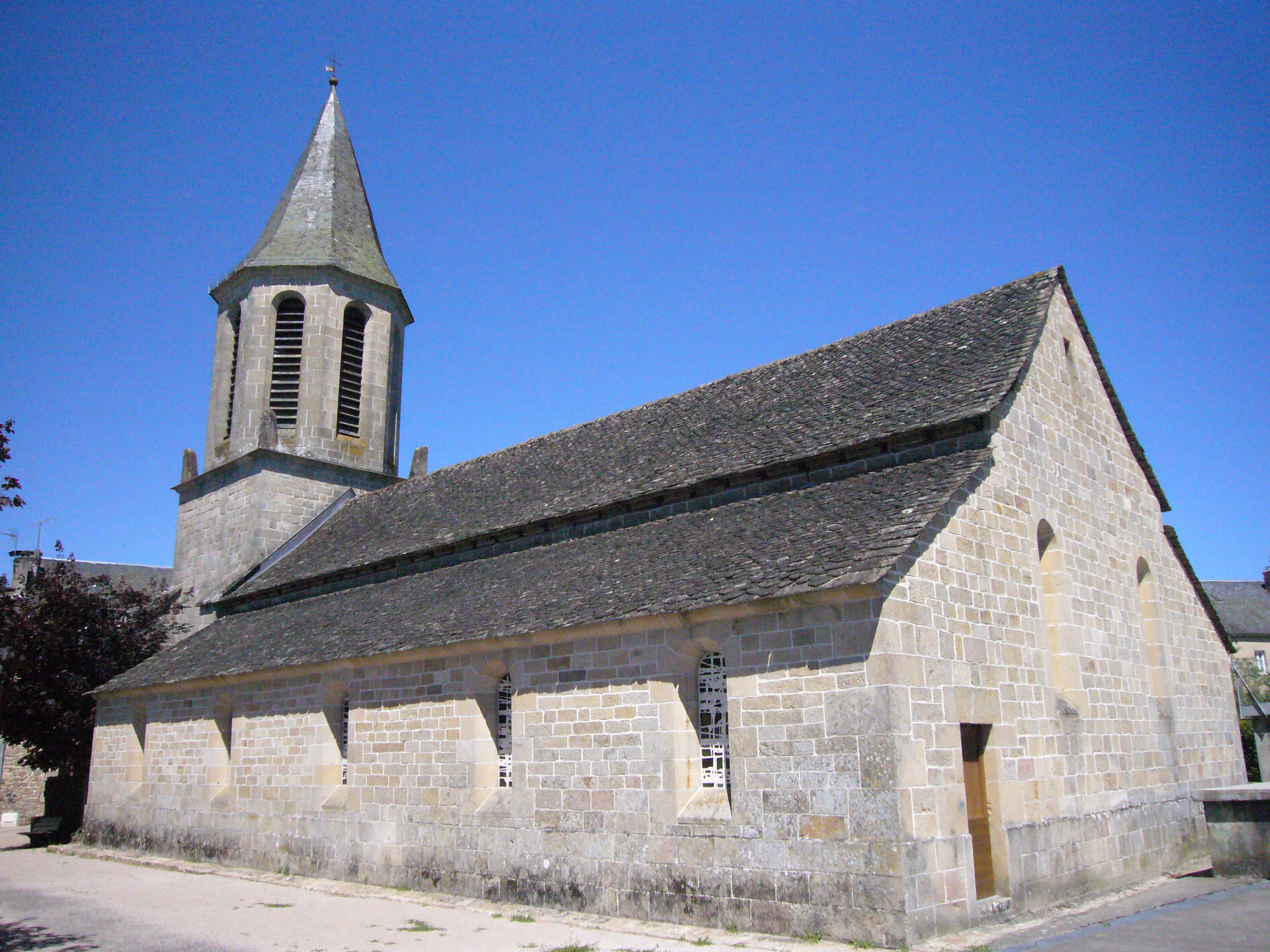
Kirche von Marcillac-la-Croisille

## Persönlichkeiten
- Edmond Michelet (1899–1970), französischer Politiker